# 香港人民廣播電台
香港人民廣播電台是一個已停止運作的香港網上電台，簡稱「人民台」。2004年中旬，傳統電台政治烽煙節目名嘴主持鄭經翰、黃毓民先後封咪，民主運動需要尋找另一發聲途經，紛紛成立網上電台；民主倒董力量仝人為了突破縮窄中的傳媒自由，人民台因而誕生。 最初的成立宗旨包括組建一個本地的社區電台、不接受政治團體捐助及參與運作，並由義工獨立運營，接受市民捐助為主要經費來源。而香港人民廣播電台同時是一個香港註冊社團，其社團註冊人包括時事評論員王岸然、資深傳媒人梁錦祥及聖公會牧師馮智活。

## 發展
2004年6月28日，人民台假座銅鑼灣教協會址開記者招待會，宣佈啟播。 6月29日正式啟播。
2004年7月，人民台申請註冊。但四個月後，仍未獲批准，引起社運界關注。
人民台依賴義工運作， 始終是業餘廣播，雖偶有佳作，也是難與傳統電台廣播競爭。不過，由於網台成本不高，後續力堅韌。而傳統電台已經變質，時常受到來歷不明的政治干預，令到主持與聽眾投身網台。 人民台就此不斷成長，超越同期「四十五條關注組」的 Radio45、公民黨的 CP Radio、黎則奮的 Radio 71，成為最具規範、最多人收聽、最有影響力的網上電台。
經過兩年來的發展和擴充，人民台一度是香港最大的網上電台頻道，主題既有大眾化如時事評論如《風波裡的龍門陣》、《風蕭蕭》，也有娛樂節目《大娛樂家》、足球分析《波政不分》；人民台的觀點有來自基層也有中產的聲音。人民台於結束運作前共有兩個頻道，分別星期一至五晚上九時至十二時三十分及星期一、三、五晚上九時至十一時廣播。
香港人民廣播電台第一台，簡稱「人民一台」，製作室設在時任民主倒董力量召集人、知名才子蕭若元的家族企業辦公室內，初期在銅鑼灣謝斐道，後來隨之遷往灣仔區半山，主要以播放時事評論及大眾議題為主，播放節目包括《風波裡的龍門陣》及《風蕭蕭》。而第二台則簡稱「人民二台」，製作室設在九龍旺角塘尾道，本由香港基督徒陣線所承租民陣（人民台曾為民陣團體會員）的辦公室內，主要以播放小眾議題及網民自行製作節目為主，播放節目包括《國際自由行》、《港人哲講》、《香港出路》及《網路上的芳鄰》等。人民台星期二晚則與街坊工友服務處網上電台聯播；星期五晚則會聯播人民二台節目。
為貫徹小眾發聲宗旨，人民台曾在2005年間製作一系列有關基層勞工、住屋的節目，計有《勞動婦女系列》、《基層住屋權益聯盟專訪》等，頗受基層團體好評；而《風波裡的龍門陣》節目亦接受聽眾電郵申請作為節目的嘉賓主持。另外，人民二台部份時段亦供團體或網民自行組合製作節目。

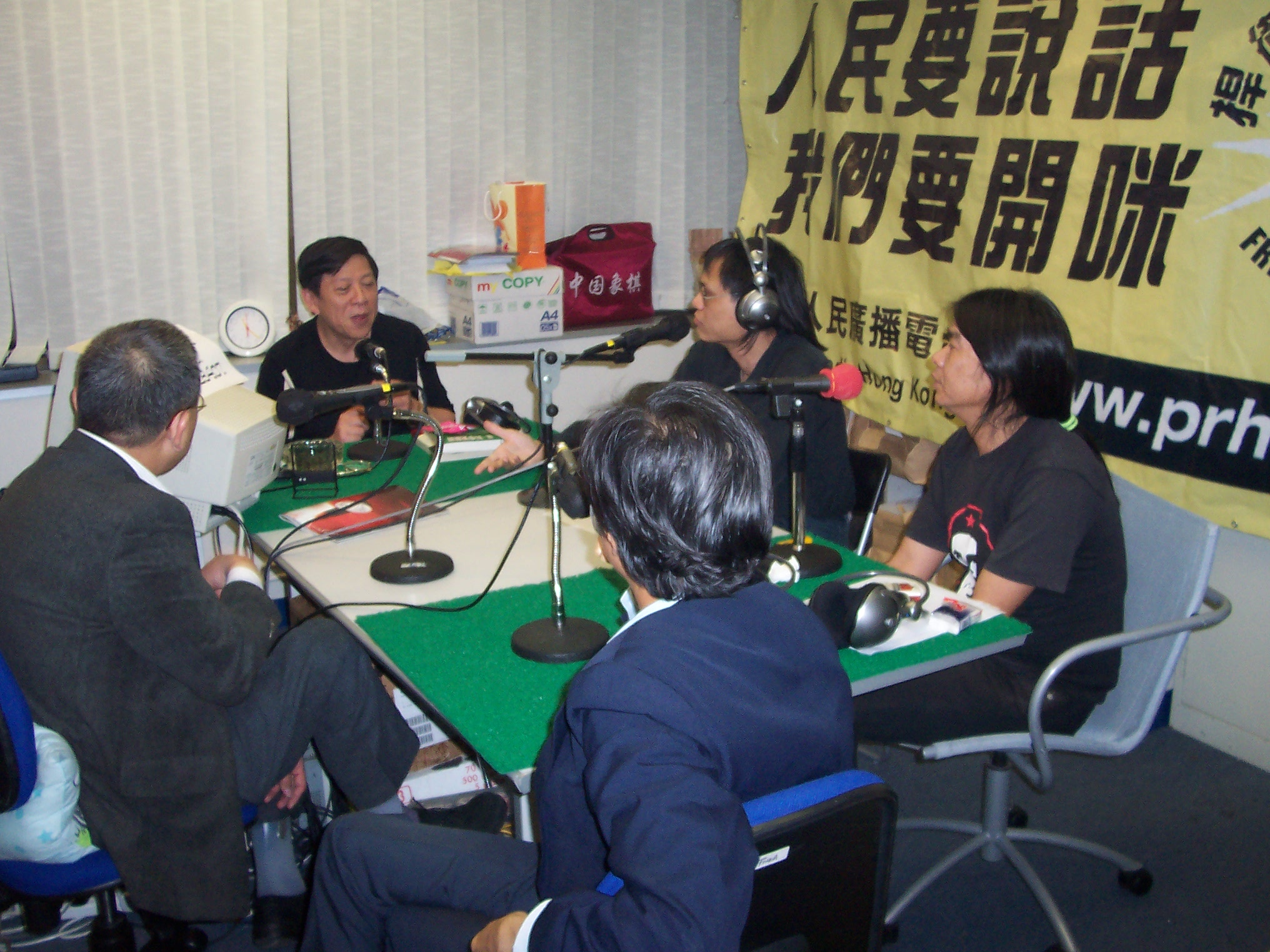
人民台《風蕭蕭》，蕭若元、梁錦祥、長毛梁國雄、陸傑、Ｑ仔黎則奮。2004年11月25日。
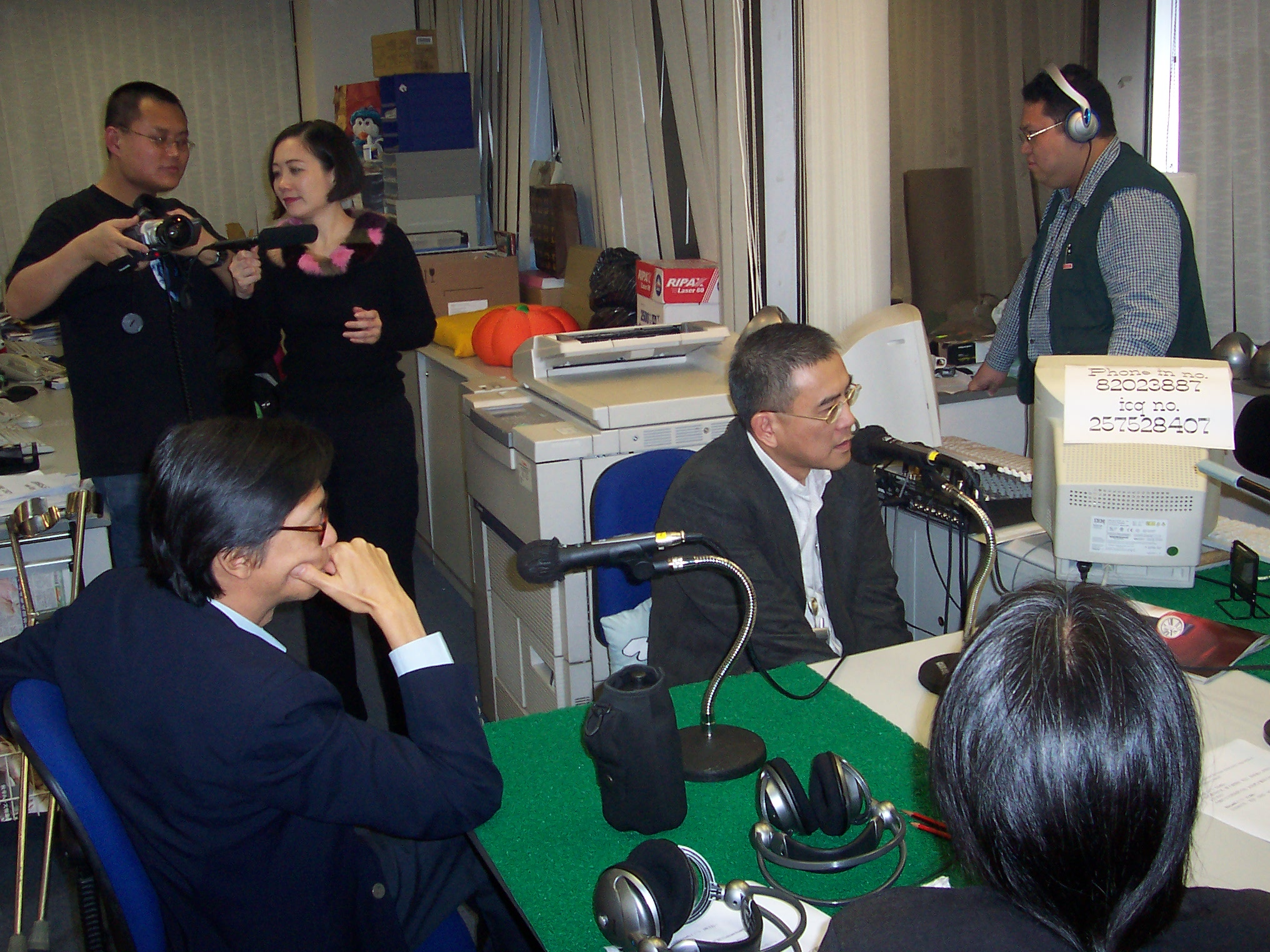
人民台《風蕭蕭》。2004年11月25日。推咪員 Amuro，嘉賓主持 Swana。
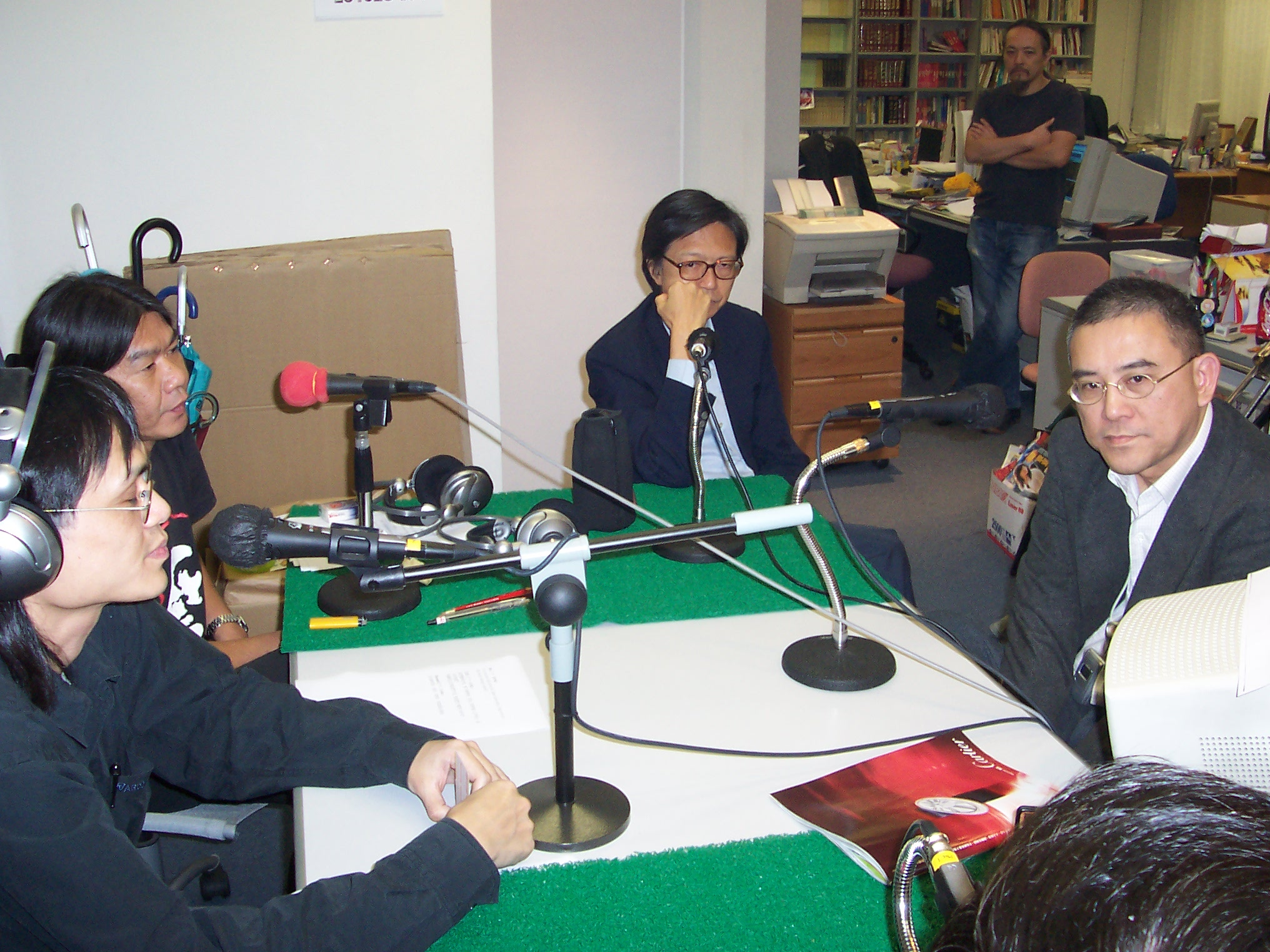
人民台《風蕭蕭》。2004年11月25日。錄音室後是蕭若元辦工室的私人房，放滿藏書。
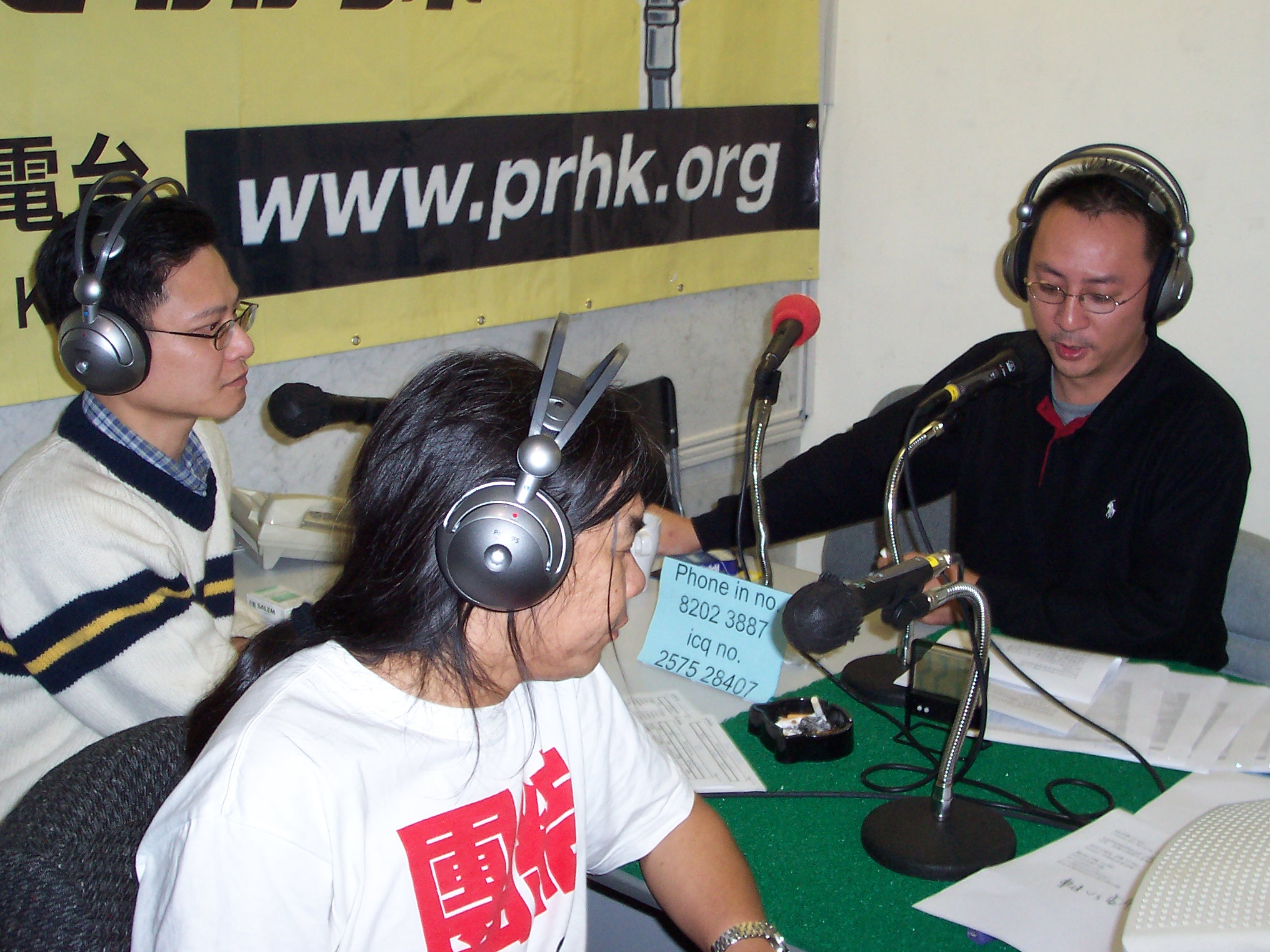
人民台《波政不分》，陶君行、傑斯仔、長毛梁國雄。2005年2月4日。

## 主打節目

### 風波裡的龍門陣
《風波裡的龍門陣》在2004年6月29日─2006年12月25日，逢星期一晚10:00-11:30播出，曾任常任主持者包括王岸然、黎則奮、梁國雄、梁錦祥及陶君行。內容主要是時事評論，談話內容比較百無禁忌，因主持私務繁忙於2007年1月15日宣告停播。

### 風蕭蕭
《風蕭蕭》在2004年8月5日首播，逢星期四晚10:00播出，常任主持為蕭若元及梁錦祥，嘉賓主持有梁國雄、陸傑(李錦泉)、黎則奮、Swana Luk及靳民知等。節目內容包羅萬有，其中有時事討論、歷史、中國詩詞、人物軼事、天文科學、經濟等。
該節目由2007年起更名為《蕭鼓聲中》，並改在香港人網播放，後又改名為《風也蕭蕭》。2013年3月底香港人網結業。2013年6月，蕭若元創辦謎米香港，節目更名為《蕭遙遊》，繼續播放至2016年5月23日。

## 「非法」佔用頻道事件
2005年10月，曾健成議員擁有的香港民間電台(而香港人民廣播電台僅為節目提供者，而人民台一直容許節目自由轉載)在灣仔區進行無線電試播，而試播頻道為FM 102.8兆赫，擁有者為李嘉誠旗下的香港新城電台。不久，新城電台向電訊管理部門投訴指香港人民廣播電台「侵佔」新城電台的頻道。
於2007年11月12日東區裁判署正式審理民間電台案件。
至2008年1月8日，民間電台及其成員涉嫌無牌管有及使用無線電發射器材案件，正式宣判。東區裁判法院法官游德康裁定《電訊條例》違反香港基本法及香港人權法案條例，撤銷所有被告的控罪。但控方質疑最低級的裁判法院是否有權裁定法例違憲，以及指出有關裁決會令政府無法管制無線電頻譜，有影響民航安全及緊急服務的潛在可能。結果游德康法官決定暫緩執行「裁定電訊條例違憲」及「撤銷控罪」兩項裁決，等待控方向上訴庭提出上訴。
民間電台宣佈會在1月9日晚上恢複廣播。當日下午，律政司緊急入稟高等法院，向馮驊法官申請臨時禁制令，禁止民間電台在上訴庭有判決前以無線電廣播，並獲批准。當晚民間電台不理會禁制令，如常廣播。到了1月11日，律政司向法庭提交文件控告參與民間電台人士藐視法庭。
然而，在1月18日，當夏正民法官接手處理禁制令申請時，質疑律政司的理據，並決定在1月23日作出最終裁決前暫時撤銷禁制令兩天。最終，法官在1月20日拒絕延長禁制令，並指用民事手段來處理刑事法是非常例外的情況，應小心處理。
2008年12月12日，政府上訴獲上訴庭一致裁定上訴得直，指裁判官根本無權處理發牌制度是否違憲，因此6被告須於2009年1月15日返回東區裁判法院繼續面對刑事審訊。
2009年11月區域法院法官游德康裁定6名被告罪名成立，但游德康在最後判刑時指，相信各被告是希望透過公民抗命，爭取大氣電波開放，認為他們的意圖是高尚的，遂判每張傳票罰款3000元，但曾健成、梁國雄、羅堪就等都表明不會繳交罰款。

## 人民台停止運作事件
2006年12月20日
- 王岸然在《信報財經新聞》寫了一篇《長毛式抗爭─落伍了！》，在文中王岸然批評梁國雄的舊抗爭模式，只會在鏡頭前做"show"及諷刺社民連騎劫「天星運動」。

2006年12月25日
- 梁國雄親上人民台的節目《風波裡的龍門陣》（其實梁國雄會主持緊接之後的節目《波政不分》，當日是故意提早到場），當面和王岸然對質，最後變成互罵收場。

2007年1月初
- 《風波裡的龍門陣》主持梁錦祥及陶君行以私人理由突然辭去《風波裡的龍門陣》主持職務。[13] 人民台同時宣佈《風波裡的龍門陣》無限期停播，2006年12月25日變成《風波裡的龍門陣》最後一集。

2007年2月5日
- 黃毓民創辦的MyRadio成立及試播，梁錦祥擔任台長，陶君行則為譚志強頻道節目主持，聘請人民台義工刁民牛為MyRadio的技術員。

2007年4月2日
- 人民台宣佈重開節目《風波裡的龍門陣》，並稱已邀得陶君行及譚志強出任《新龍門陣》的主持；惟黃毓民於4月2日MyRadio的《黃毓民頻道》對人民台此舉評為無恥，並批評王岸然及公開反對陶君行主持該節目，並稱如陶君行敢主持該節目就對其採取不利行為。[14] 對此，王岸然發出聲明反駁並指有恫嚇之嫌。而日後陶及譚先後與黃毓民反目則是後話。

2007年4月3日
- 王岸然再發表聲明，宣佈人民台在已承諾的工作及對現有節目作妥善安排後，會結束人民台運作。

2007年5月25日
- 為支聯會的「認識中國系列講座」直播完畢後，人民台在其網頁宣布正式停止運作。而早在1980年代就和台長王岸然多次就政治路線筆戰的支聯會主席、政壇元老司徒華成為人民台最後一個直播節目的主持人。

## 節目主持
- 王岸然：時事評論員（《風波裡的龍門陣》、《忠言入耳》）
- 梁錦祥：資深媒體人（《風波裡的龍門陣》、《風蕭蕭》）
- 梁國雄：立法會議員（《風波裡的龍門陣》、《風蕭蕭》、《波政不分》）
- 陶君行：黃大仙區議員（《風波裡的龍門陣》、《波政不分》）
- 黎則奮：時事評論員（《風波裡的龍門陣》）
- 蕭若元：著名劇作家（《風蕭蕭》）
- 黃毓民：時事評論員（《社民連吹雞》）
- 梁耀忠：立法會議員（《忠言入耳》）
- 何秀蘭：立法會議員（《公民搏格》）
- 尹兆堅：葵青區議員（《向左走‧向右走》）
- 陳家洛：香港浸會大學國際政治學系副教授（《公民搏格》）
- 黃英琦：灣仔區議會主席（《文化起動》）
- 金佩瑋：灣仔區議員（《文化起動》）
- 李默：香港著名作家（《生活‧藝術‧社會》）
- 張翠容：香港著名記者（《天下事》）
- 袁大明：自然療法醫師（《香港出路》）
- 甄子程：香港新城電台前DJ（《Club YSL》）
- 蕭定一：電視劇監製（《大娛樂家》）
- EO2：偶像歌唱團體（《大娛樂家》）
- 網政廿一：《網絡上的芳鄰》節目製作群
- 國際漫遊協會：《國際自由行》節目製作群
- 睿哲文化學會：《港人哲講》節目製作群
- 陸　傑：軍事評論家（《風蕭蕭》）
- 天　翼：堪輿術學家（《人民玄學天地》）

## 相關連結
- 「香港人民廣播電台」 （页面存档备份，存于），香港網絡大典